# Continental Basketball Association 1981-1982
La stagione CBA 1981-82 fu la 36ª della Continental Basketball Association. Parteciparono 8 squadre divise in due gironi.
Rispetto alla stagione precedente i Philadelphia Kings si trasferirono a Lancaster, diventando i Lancaster Lightning. I Lehigh Valley Jets e gli Scranton Aces fallirono.
Venne introdotta una classifica a punti. Ogni squadra riceveva tre punti per la vittoria, un punto per ogni quarto di gioco vinto e mezzo punto per ogni quarto pareggiato.

## Squadre partecipanti
- Alberta Dusters
- Anchorage N.K.
- Atl. City Hi Rollers
- Billings Volcanos
- Lancaster Lightning
- Maine Lumberjacks
- Montana G. Nuggets
- Rochester Zeniths

## Classifiche

### Eastern Division
| Squadra                  | V  | P  | QW    | PTS   |
| ------------------------ | -- | -- | ----- | ----- |
| Lancaster Lightning      | 34 | 12 | 105,0 | 207,0 |
| Rochester Zeniths        | 29 | 17 | 102,0 | 189,0 |
| Maine Lumberjacks        | 18 | 28 | 81,5  | 135,5 |
| Atlantic City Hi Rollers | 15 | 31 | 84,0  | 129,0 |

### Western Division
| Squadra                    | V  | P  | QW    | PTS   |
| -------------------------- | -- | -- | ----- | ----- |
| Billings Volcanos          | 32 | 14 | 106,0 | 202,0 |
| Montana Golden Nuggets     | 30 | 16 | 104   | 194,0 |
| Alberta Dusters            | 12 | 34 | 81,5  | 117,5 |
| Anchorage Northern Knights | 14 | 32 | 72,0  | 114,0 |

## Play-off

### Finali di conference
| 18 marzo | Lancaster Lightning | 118 – 96 | Rochester Zeniths |  |

| 19 marzo | Rochester Zeniths | 107 – 105 | Lancaster Lightning |  |

| 20 marzo | Rochester Zeniths | 91 – 104 | Lancaster Lightning |  |

| 21 marzo | Lancaster Lightning | 112 – 108 | Rochester Zeniths |  |

| 17 marzo | Billings Volcanos | 122 – 121 | Montana Golden Nuggets |  |

| 19 marzo | Billings Volcanos | 121 – 109 | Montana Golden Nuggets |  |

| 21 marzo | Montana Golden Nuggets | 118 – 114 | Billings Volcanos |  |

| 22 marzo | Montana Golden Nuggets | 135 – 133 | Billings Volcanos |  |

| 24 marzo | Billings Volcanos | 108 – 107 | Montana Golden Nuggets |  |

### Finale CBA
| 27 marzo | Billings Volcanos | 98 – 110 | Lancaster Lightning |  |

| 28 marzo | Billings Volcanos | 84 – 98 | Lancaster Lightning |  |

| 30 marzo | Billings Volcanos | 110 – 102 | Lancaster Lightning |  |

| 2 aprile | Lancaster Lightning | 131 – 120 | Billings Volcanos |  |

| 4 aprile | Lancaster Lightning | 125 – 113 | Billings Volcanos |  |

### Tabellone
|  | Semifinali | Semifinali | Semifinali |          |           | Finale    | Finale | Finale |  |
|  |            |            |            |          |           |           |        |        |  |
|  | 1E         | Lancaster  | 3          |          |           |           |        |        |  |
|  | 1E         | Lancaster  | 3          |          |           |           |        |        |  |
|  | 2E         | Rochester  | 1          |          |           |           |        |        |  |
|  | 2E         | Rochester  | 1          |          | Lancaster | Lancaster | 4      |        |  |
|  |            |            |            |          | Lancaster | Lancaster | 4      |        |  |
|  |            |            | Billings   | Billings | 1         |           |        |        |  |
|  | 2W         | Montana    | Billings   | Billings | 1         | 2         |        |        |  |
|  | 2W         | Montana    |            |          |           |           |        |        |  |
|  | 1W         | Billings   | 3          |          |           |           |        |        |  |

## Vincitore
| Campione CBA 1982               |
| ------------------------------- |
| Lancaster Lightning (1º titolo) |

## Statistiche
| Categoria             | Giocatore       | Squadra                    | Stat |
| --------------------- | --------------- | -------------------------- | ---- |
| Punti per gara        | Ron Davis       | Anchorage Northern Knights | 35,1 |
| Rimbalzi per gara     | Jacky Dorsey    | Maine Lumberjacks          | 13,9 |
| Assist per gara       | Andre McCarter  | Atlantic City Hi Rollers   | 8,4  |
| Palle rubate per gara | Ed Sherod       | Lancaster Lightning        | 3,3  |
| Stoppate per gara     | Brad Branson    | Anchorage Northern Knights | 2,6  |
| FG%                   | Kevin Graham    | Atlantic City Hi Rollers   | 60,9 |
| FT%                   | Tom Sienkiewicz | Alberta Dusters            | 94,8 |

## Premi CBA
- CBA Most Valuable Player: Ronnie Valentine, Montana Golden Nuggets
- CBA Coach of the Year: Cazzie Russell, Lancaster Lightning
- CBA Newcomer of the Year: Brad Branson, Anchorage Northern Knights
- CBA Rookie of the Year: Larry Spriggs, Rochester Zeniths
- CBA Playoff MVP: Ed Sherod, Lancaster Lightning
- All-CBA First Team
  - Kenny Natt, Alberta Dusters
  - U.S. Reed, Montana Golden Nuggets
  - Kenny Dennard, Montana Golden Nuggets
  - Ronnie Valentine, Montana Golden Nuggets
  - Larry Spriggs, Rochester Zeniths
- All-CBA Second Team
  - Robert Smith, Montana Golden Nuggets
  - Lowes Moore, Billings Volcanos
  - Steve Hayes, Anchorage Northern Knights
  - Ron Davis, Anchorage Northern Knights
  - Marlon Redmond, Billings Volcanos